# Zona de rusticidad

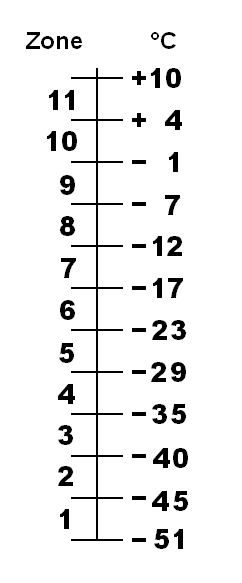
Escala de temperaturas de las zonas de rusticidad, mostrando las temperaturas mínimas promedio anual en grados Celsius. Los principales factores que determinan la temperatura mínima promedio anual de un área son altitud, latitud y cercanía a la costa.

Una zona de rusticidad es un área geográfica definida en la cual una categoría específica de vida vegetal es capaz de crecer, de acuerdo a las condiciones climáticas, incluida su habilidad para soportar determinadas temperaturas mínimas de la zona (véase la escala en la derecha o la tabla más abajo). Por ejemplo, una planta es descrita como "resistente hasta la zona 10" lo que significa que la planta puede soportar una temperatura mínima de -1 °C. Una planta más resistente que es "resistente hasta la zona 9" puede soportar una temperatura mínima de -7 °C. El concepto fue inicialmente desarrollado por el Departamento de Agricultura de Estados Unidos (USDA); pero el sistema ha sido adoptado igualmente por otras naciones.

## Zonas de rusticidad según el Departamento de Agricultura de Estados Unidos
| Zona | Zona | Desde               | Hasta               |
| 0    | a    | < −53.9 °C (−65 °F) | < −53.9 °C (−65 °F) |
| 0    | b    | −53.9 °C (−65 °F)   | −51.1 °C (−60 °F)   |
| 1    | a    | −51.1 °C (−60 °F)   | −48.3 °C (−55 °F)   |
| 1    | b    | −48.3 °C (−55 °F)   | −45.6 °C (−50 °F)   |
| 2    | a    | −45.6 °C (−50 °F)   | −42.8 °C (−45 °F)   |
| 2    | b    | −42.8 °C (−45 °F)   | −40 °C (−40 °F)     |
| 3    | a    | −40 °C (−40 °F)     | −37.2 °C (−35 °F)   |
| 3    | b    | −37.2 °C (−35 °F)   | −34.4 °C (−30 °F)   |
| 4    | a    | −34.4 °C (−30 °F)   | −31.7 °C (−25 °F)   |
| 4    | b    | −31.7 °C (−25 °F)   | −28.9 °C (−20 °F)   |
| 5    | a    | −28.9 °C (−20 °F)   | −26.1 °C (−15 °F)   |
| 5    | b    | −26.1 °C (−15 °F)   | −23.3 °C (−10 °F)   |
| 6    | a    | −23.3 °C (−10 °F)   | −20.6 °C (−5 °F)    |
| 6    | b    | −20.6 °C (−5 °F)    | −17.8 °C (0 °F)     |
| 7    | a    | −17.8 °C (0 °F)     | −15 °C (5 °F)       |
| 7    | b    | −15 °C (5 °F)       | −12.2 °C (10 °F)    |
| 8    | a    | −12.2 °C (10 °F)    | −9.4 °C (15 °F)     |
| 8    | b    | −9.4 °C (15 °F)     | −6.7 °C (20 °F)     |
| 9    | a    | −6.7 °C (20 °F)     | −3.9 °C (25 °F)     |
| 9    | b    | −3.9 °C (25 °F)     | −1.1 °C (30 °F)     |
| 10   | a    | −1.1 °C (30 °F)     | +1.7 °C (35 °F)     |
| 10   | b    | +1.7 °C (35 °F)     | +4.4 °C (40 °F)     |
| 11   | a    | +4.4 °C (40 °F)     | +7.2 °C (45 °F)     |
| 11   | b    | +7.2 °C (45 °F)     | +10 °C (50 °F)      |
| 12   | a    | +10 °C (50 °F)      | +12.8 °C (55 °F)    |
| 12   | b    | > +12.8 °C (55 °F)  | > +12.8 °C (55 °F)  |

### Ejemplos de los Estados Unidos
| Ciudad                          | Zona        |
| ------------------------------- | ----------- |
| Albuquerque, Nuevo México       | 7b          |
| Anchorage, Alaska               | 4b/5a       |
| Atlanta, Georgia                | 8a          |
| Baltimore, Maryland             | 7b          |
| Boston, Massachusetts           | 6b/7a       |
| Búfalo, Nueva York              | 6a          |
| Burlington, Vermont             | 5a          |
| Charleston, Carolina del Sur    | 8b/9a       |
| Charleston, Virginia Occidental | 6b          |
| Chicago, Illinois               | 6a          |
| Charlotte, Carolina del Norte   | 7b/8a       |
| Chattanooga, Tennessee          | 7a/7b       |
| Columbus, Ohio                  | 6a          |
| Dallas, Texas                   | 8a/8b       |
| Denver, Colorado                | 5b/6a       |
| Detroit, Míchigan               | 6b          |
| Fairbanks, Alaska               | 2a          |
| Filadelfia, Pensilvania         | 7a/7b       |
| Hartford, Connecticut           | 6b          |
| Honolulu, Hawái                 | 12b         |
| Houston, Texas                  | 9a          |
| Indianapolis, Indiana           | 5b/6a       |
| Juneau, Alaska                  | 6b/7a       |
| Kansas City, Misuri             | 6a/6b       |
| Las Vegas, Nevada               | 9a          |
| Los Ángeles, California         | 10a/10b/11a |
| Memphis, Tennessee              | 7b/8a       |
| Miami, Florida                  | 11a/11b     |
| Minneapolis, Minnesota          | 4b/5a       |
| Nashville, Tennessee            | 7a          |
| Nueva Orleans, Luisiana         | 9b          |
| Nueva York, Nueva York          | 7a/7b       |
| Norfolk, Virginia               | 8a          |
| Oklahoma City, Oklahoma         | 7a          |
| Omaha, Nebraska                 | 5b          |
| Orlando, Florida                | 9b          |
| Panama City Beach, Florida      | 9a          |
| Phoenix, Arizona                | 9b/10a      |
| Pierre, Dakota del Sur          | 4b/5a       |
| Pittsburgh, Pensilvania         | 6b          |
| Pocatello, Idaho                | 5b          |
| Portland, Maine                 | 5b          |
| Portland, Oregón                | 8b/9a       |
| Providence, Rhode Island        | 6b          |
| Quad Cities, Iowa/Illinois      | 5b          |
| Raleigh, Carolina del Norte     | 7b          |
| Reno, Nevada                    | 6b          |
| Roanoke, Virginia               | 7a/7b       |
| Sacramento, California          | 9b          |
| Salt Lake City, Utah            | 7a/7b       |
| San Antonio, Texas              | 8b/9a       |
| San Diego, California           | 10b/11a     |
| San Francisco, California       | 10a/10b     |
| San Gabriel, California         | 10a         |
| San José, California            | 9b/10a      |
| San Juan, Puerto Rico           | 12b/13a     |
| Savannah, Georgia               | 8b          |
| Seattle, Washington             | 8b/9a       |
| Tampa, Florida                  | 9b/10a      |
| Tucson, Arizona                 | 9b          |
| Tuscaloosa, Alabama             | 8a          |
| Utqiaġvik, Alaska               | 2b          |
| Washington D. C.                | 7a/7b       |
| Wichita, Kansas                 | 6b          |

### Ejemplos de Europa
| Ciudad                         | Zona        |
| ------------------------------ | ----------- |
| Alicante, España               | 10a         |
| Ámsterdam, Países Bajos        | 8b          |
| Barcelona, España              | 10a         |
| Belgrado, Serbia               | 7b/8a       |
| Bratislava, Eslovaquia         | 7a/7b       |
| Bucarest, Rumania              | 7a/7b       |
| Catania, Italia                | 9b/10a      |
| Dublín, Irlanda                | 8b/9a       |
| Edimburgo, Escocia             | 8a/8b       |
| Glasgow, Escocia               | 8b          |
| Helsinki, Finlandia            | 6a/6b       |
| Kaliningrado, Rusia            | 6b/7a       |
| Cracovia, Polonia              | 6b/7a       |
| Las Palmas, España             | 11b/12a/12b |
| Liubliana, Eslovenia           | 7b          |
| Madrid, España                 | 9a          |
| Mánchester, Inglaterra         | 8b          |
| Milán, Italia                  | 9a          |
| Moscú, Rusia                   | 5a          |
| Múrmansk, Rusia                | 4a          |
| Newcastle, Inglaterra          | 8a/8b       |
| Simferópol, Ucrania            | 6b          |
| París, Francia                 | 8b/9a       |
| Portsmouth, Inglaterra         | 9a          |
| Praga, Chequia                 | 7a/7b       |
| Riga, Letonia                  | 6b          |
| Rovaniemi, Finlandia           | 4a          |
| Sarajevo, Bosnia y Herzegovina | 7a/7b       |
| Palermo, Italia                | 10b/11a     |
| Sochi, Rusia                   | 9a          |
| Estocolmo, Suecia              | 7a/7b       |
| Tallin, Estonia                | 6a/6b       |
| Tuapsé, Rusia                  | 8b          |
| Trondheim, Noruega             | 7b          |
| Valencia, España               | 10a         |
| Viena, Austria                 | 7b/8a       |
| Vorkutá, Rusia                 | 2a/2b       |
| Breslavia, Polonia             | 6b          |
| Zaragoza, España               | 9b          |
| Almería, España                | 11a         |
| Amberes, Bélgica               | 8a          |
| Belfast, Irlanda del Norte     | 8a/8b/9a    |
| Berlín, Alemania               | 7a          |
| Birmingham, Inglaterra         | 8b          |
| Cardiff, Gales                 | 8b/9a       |
| Copenhague, Dinamarca          | 8a/8b       |
| Düsseldorf, Alemania           | 8a          |
| Gdansk, Polonia                | 6b/7a       |
| Hamburgo, Alemania             | 7b          |
| Estambul, Turquía              | 8a/8b/9a/9b |
| Kasos, Grecia                  | 11b         |
| Lisboa, Portugal               | 10a/10b     |
| La Coruña, España              | 10b         |
| Londres, Inglaterra            | 8b/9a       |
| Lugo                           | 9a          |
| Málaga, España                 | 10a         |
| Murcia                         | 9b          |
| Marsella, Francia              | 9a/9b       |
| Minsk, Bielorrusia             | 5a/5b       |
| Múnich, Alemania               | 6b          |
| Nicosia, Chipre                | 9b          |
| Oslo, Noruega                  | 7a          |
| Palma de Mallorca, España      | 9b          |
| Plymouth, Inglaterra           | 9a/9b       |
| Poznan, Polonia                | 6b          |
| Reikiavik, Islandia            | 7b/8a       |
| Roma, Italia                   | 9b          |
| San Petersburgo, Rusia         | 5a          |
| Santander, España              | 10a/10b     |
| Simrishamn, Suecia             | 8a          |
| Sofía, Bulgaria                | 6b/7a       |
| Estrasburgo, Francia           | 8a          |
| Salónica, Grecia               | 8b/9a       |
| Tromsø, Noruega                | 7a/7b       |
| Umeå, Suecia                   | 5a/5b       |
| La Valeta, Malta               | 10b         |
| Vilna, Lituania                | 6a          |
| Varsovia, Polonia              | 6b          |
| Zagreb, Croacia                | 7b/8a       |
| Zúrich, Suiza                  | 7b/8a       |

## Zonas de calor de la Sociedad de Horticultura de Estados Unidos (AHS)
Además de las zonas de rusticidad de la USDA la Sociedad de Horticultura de Estados Unidos posee una zonificación denominada de Zonas de Calor.
El criterio que se utiliza para dividir las zonas es el número promedio de días por año en los que la temperatura sobrepasa los 30 grados Celsius (86,0 °F). El mapa de zonas de calor de la AHS para Estados Unidos se encuentra disponible en el sitio web de la Sociedad Norteamericana de Horticultura.
| Zona | Desde  | Hasta  |
|      | [días] | [días] |
| 1    | < 1    | < 1    |
| 2    | 1      | 7      |
| 3    | 8      | 14     |
| 4    | 15     | 30     |
| 5    | 31     | 45     |
| 6    | 46     | 60     |
| 7    | 61     | 90     |
| 8    | 91     | 120    |
| 9    | 121    | 150    |
| 10   | 151    | 180    |
| 11   | 181    | 210    |
| 12   | >210   | >210   |

## Beneficios y limitaciones
Las zonas de rusticidad son informativas: las temperaturas extremas invernales son un factor determinante importante sobre si una especie de planta puede ser cultivada en el exterior en una región específica; sin embargo, las zonas de rusticidad del USDA poseen algunas limitaciones si no se las utiliza junto con otra información complementaria.
En la determinación de las zonas no se incorpora información sobre las temperaturas máximas estivales; por lo tanto sitios que pueden tener la misma temperatura mínima invernal promedio, pero muy diferentes temperaturas en el verano, se les asigna la misma zona de rusticidad. Un ejemplo extremo de este fenómeno se observa al comparar las islas Shetland y el sur de Alabama, ambos se encuentran en los límites de las zonas 8 y 9 y comparten la misma mínima invernal, pero sus clima divergen en los otros parámetros. En el verano, el clima subtropical húmedo de Alabama es unos 20 °C más cálido que el clima oceánico de las Shetland, y son muy pocas las plantas similares que son capaces de crecer en ambos sitios. A causa de su clima marítimo Gran Bretaña se encuentra en la zona de calor 2 (que posee entre 1 a 8 días con temperaturas que exceden los 30 °C), mientras que Alabama se encuentra en las Zonas de calor 7 a 9 (61 a 150 días con temperaturas que exceden los 30 °C). Por lo tanto los usuarios deben combinar la zona de rusticidad con la zona de calor para tener una comprensión más ajustada sobre que se puede cultivar en un sitio en particular.